# Vidya Bhushan Soni
Vidya Bhushan Soni es un diplomático indio retirado hijo de Kishan Devi y B.L. Soni.
- De julio de 1969 a abril de 1971 fue secretario de embajada en Moscú.
- De abril de 1971 a octubre de 1974 fue secretario de embajada de primera clase en El Cairo.
- De noviembre de 1974 a septiembre de 1978 estuvo empleado en el Ministerio de Asuntos Exteriores en Nueva Delhi.
- De septiembre de 1978 a agosto de 1980 fue Alto Comisionado en funciones en Kuala Lumpur.
- De septiembre de 1980 a diciembre de 1983 fue Alto Comisionado en funciones en Londres.
- De enero de 1984 a julio de 1986 fue secretario de enlace en Nueva Delhi.
- De julio de 1986 a octubre de 1989 obtuvo el exequatur como Cónsul General en Sídney.
- De noviembre de 1989 a junio de 1990 fue Alto Comisionado en Suva (Fiyi) concurrente comisionado como Alto Comisionado de la India a los estados insulares del Pacífico.
- El gobierno de Kamisese Mara demandó el retiro de V. B. Soni por su compromiso.
- De julio de 1990 a agosto de 1997 fue embajador en Dakar (Senegal) con coacreditación como embajador en Bamako (Malí), Nuakchot (Mauritania), Bisáu (Guinea Bissau), Praia (Cabo Verde)) y comisionado como Alto Comisionado en Banjul (Gambia). India es el mayor importador de fosfato de Senegal. V. B. Soni desarrolló la iniciativa necesaria para el funcionamiento eficiente entre las empresas dominantes de dicha relación: fr:Industries chimiques du Sénégal (ICS) y la en:Indian Farmers Fertiliser Cooperative.
- De agosto de 1994 a septiembre de 1997 fue Alto Comisionado en Kingston (Jamaica) con coacreditación en Santo Domingo (República Dominicana) y Puerto Príncipe (Haití) y comisionado como Alto Comisionado en George Town (Islas Caimán) y Cockburn Town (Islas Turcas y Caicos).
- V. B. Soni dirigió la delegación de la India a la conferencia de Naciones Unidas sobre el Derecho del Mar, que fue inaugurado en la sede de la Autoridad Internacional de los Fondos Marinos en Kingston.
- En dicha función contribuyó al contrato de consultoría adquirido de en:RITES con el fin de reactivar el sistema en:Rail transport in Jamaica.
- Los primeros indios llegaron a Jamaica en 1845, y V. B. Soni contribuyó en las fiestas respectivas en 1995.
- De noviembre de 1997 a mayo de 2002 fue embajador en Kiev (Ucrania)[3] con coacreditación en Ereván (Armenia) y Tiflis (Georgia).
- V. B. Soni jugó un papel decisivo en la firma del Acuerdo sobre Tecnología de la Ciencia integral y entre la India y Ucrania.
- V. B. Soni contribuyó a la duplicación de exportaciones farmacéuticas de la india la Ucrania.
- Después de su jubilación, de agosto de 2005 a marzo de 2015 fue presidente de Overseas Infrastructure Alliance ltd.[4]